# NGC 4193
NGC 4193 is een balkspiraalstelsel in het sterrenbeeld Maagd. Het hemelobject werd op 17 april 1784 ontdekt door de Duits-Britse astronoom William Herschel.

## Synoniemen
- IC 3051
- IRAS 12113+1326
- UGC 7234
- ZWG 69.91
- MCG 2-31-53
- VCC 97
- PGC 39040